# Tadeusz Zwilnian Grabowski
Tadeusz Zwilnian-Grabowski (ur. 8 października 1926 w Wilnie, zm. 5 kwietnia 2012 w Szczecinie) – polski pisarz, poeta, prozaik, eseista, krytyk, popularyzator literatury, pedagog.
Po ukończeniu w 1939 szkoły podstawowej z powodu toczącej się wojny naukę kontynuował na tajnych kompletach, maturę uzyskał w 1947 w Łodzi a następnie podjął studia na Wydziale Filologii Polskiej Uniwersytetu Łódzkiego. Jeszcze w szkole średniej został członkiem Sodalicji Mariańskiej. Karierę zawodową rozpoczynał jako akwizytor ogłoszeń, następnie był sekretarzem biura w Państwowej Wyższej Szkole Pedagogicznej. Z powodu jego otwarcie antymarksistowskich wystąpień, m.in. na forum Zjazdu Polonistów Polskich w 1948, został aresztowany a następnie skazany na karę więzienia. Odbył z niej 13 miesięcy w więzieniu we Wronkach.
Jako autor debiutował w 1943 obejmującym 600 wierszy poematem Prometia. Do pisania wrócił w 1960 roku, wydał jak dotąd (stan na marzec 2009) 18 tomików poezji oraz składającą się z trzech części powieść Zielone głębiny. Jest także autorem przekładów z języka niemieckiego. W jego twórczości najwięcej miejsca zajmuje tematyka Wileńszczyzny i samego Wilna, religia oraz motywy patriotyczne. Pochowany został na cmentarzu Centralnym w Szczecinie kwatera 38b.

## Dorobek literacki
- Pozycja do wyjaśnienia (Poznań 1960)
- Nie otworzysz drzwi  (Poznań 1971)
- Pieśń o królu Olafie  (Poznań 1972)
- Światło dzuńgli (1972)
- Żagiew Płonąca (Warszawa 1972)
- Tryptyk Katyński (Gorzów 1990)
- Wilniada (Szczecin 1990)
- Próba Ocalenia (1990)
- Pieśń o Ziemi  (Szczecin 1990)
- Sierpień (Szczecin 1992)
- Strofy Pomorskie (1992)
- Całuję tę ziemię (1992)
- Jak dwa stare osły  (1993)
- Moje Wilno  (Szczecin 1994)
- Biel zmierzchu  (Szczecin 1995)
- Modlitwa wież (Szczecin 1996)
- Stracone wiosny (Szczecin 1998)
- Miłość (Szczecin 1998)
- Wilnezje (Szczecin 2000)
- Podobny jestem do piasku (Szczecin 2001)
- Obecność (Szczecin 2001)
- Ocaleni w pamięci (Szczecin 2003)
- Moja Biblia I Stary Testament (Szczecin 2005)
- Cyrk (Szczecin 2006)
- Spod znaku Gryfa (Szczecin 2007)
- Epitafium (Szczecin 2007)
- Lublin Łobodowskiego (Szczecin 2007)
- Herold Ukrainy (Szczecin 2007)
- Moja Biblia II Nowy Testament (Szczecin 2007)
- Zapis Intymny (Szczecin 2008)
- Zielone głębiny (Szczecin 2008)
- Moja Biblia III Apostoł narodów (Szczecin 2008)
- Moja Biblia IV-Dies irae(Szczecin 2008)
- Wyczekany od lat tysiąca (Szczecin 2010)
- Chaty krzyczące (Szczecin 2010)
- Radość poranka (Szczecin 2010)
- Korzeń Mandragory(Szczecin 2012)